# Rein (Familienname)
Rein ist ein deutscher Familienname.

## Namensträger
- Adolf Rein (1885–1979), deutscher Historiker und NS-Hochschulpolitiker
- Andrew Rein (* 1958), US-amerikanischer Ringer
- Anette Rein (* 1955), deutsche Ethnologin
- Anna Rein-Wuhrmann (1881–1971), Schweizer Missionsarbeiterin
- Antje von Rein (* 1956), deutsche Pädagogin
- Bernhard Rein (1897–1976), estnischer Fußballspieler und -trainer
- Berthold Rein (1860–1943), deutscher Lehrer und Historiker
- Carl Christian Friedrich Rein (1796–1862), Generalsuperintendent für das Gouvernement Estland
- Christian Rein (* 1970), deutscher Kameramann
- Conrad Rein (um 1475–1522), deutscher Komponist der Renaissance
- Daniel Rein (* 1986), deutscher Voltigierer
- Dorothea Rein (* 1945), deutsche Verlegerin
- Emil Rein († 1953/54), Schweizer Architekt
- Erich Rein (1899–1960), deutscher Maler und Bildhauer
- Ernst Rein (1858–1953), deutscher Ingenieur und Unternehmer
- Friedrich Karl Rein (1872–1928), badischer Oberamtmann
- Gerhard Rein (Mineraloge) (1913–1972), deutscher Mineraloge und Geologe
- Gerhard Rein (Journalist) (* 1936), deutscher Journalist
- Gerhard Rein (Mathematiker) (* 1957), deutscher Mathematiker
- Hans Rein (Elektrotechniker) (1879–1915), deutscher Elektroingenieur und Funkpionier
- Hans Rein (Kanute), deutscher Kanute
- Hans Rein (1919–2009), Schweizer Bergsteiger
- Hans Rein (Jurist), deutscher Jurist
- Harald Rein (* 1957), Schweizer Bischof
- Harri Rein (1926–2017), estnischer Geistlicher und Theologe
- Heinz Rein (Pseudonym Reinhard Andermann; 1906–1991), deutscher Schriftsteller
- Herbert Rein (1899–1955), deutscher Chemiker
- Hermann Rein (1898–1953), deutscher Physiologe
- Hermann von Rein (12. Jh.), Prediger aus dem Zisterzienserstift Rein
- Ivan Rein (1905–1943), jugoslawischer Maler
- Jewgeni Borissowitsch Rein (* 1935), russischer Dichter
- Johannes Justus Rein (1835–1918), deutscher Geograph
- Jonas Rein (1760–1821), norwegischer Pfarrer, Dichter und Eidsvoll-Abgeordneter
- Karl Rein (1853–1913), Schultheiß von Böckingen
- Kathrin Claudia Rein (* 1982), deutsche Schauspielerin
- Kurt Rein (1932–2018), deutscher Literatur- und Sprachwissenschaftler
- Manfred Rein (1948–2016), österreichischer Politiker (ÖVP)
- Marianne Rein (1911–1941/42), deutsche Lyrikerin
- Martin Rein (1928–2017), US-amerikanischer Sozialwissenschaftler
- Paul Rein (* 1965), schwedischer Sänger und Songwriter
- Reinhard Meyer-Rein (1881–1953), Schweizer Bauingenieur und botanischer Sammler
- Rolf Rein (* 1929), deutscher Politiker (SPD)
- Sabine Rein (* 1965), deutsche Wirtschaftswissenschaftlerin und Hochschulpräsidentin
- Siegfried Rein (1936–2020), deutscher Paläontologe
- Steffen Rein (* 1968), deutscher Radrennfahrer
- Stephan Rein (* 1988), deutscher Degenfechter
- Torald Rein (* 1968), deutscher Skilangläufer
- Torolf Rein (* 1934), norwegischer Admiral
- Trine Rein (* 1970), amerikanisch-norwegische Popsängerin
- Udo Rein (* 1960), deutscher Künstler
- Walter Rein (1893–1955), deutscher Komponist
- Wilhelm Rein (1847–1929), deutscher Pädagoge
- Wilhelm Rein (Philologe) (1809–1865), deutscher Philologe und Heimatkundler